# Homöoboxprotein DLX-4
Das Homöobox-Protein DLX-4 ist ein Protein, für welches das bei Menschen vorhandene DLX4-Gen codiert.

## Funktion
Viele Homeobox enthaltende Gene der Wirbeltiere wurden anhand der Ähnlichkeit ihrer Sequenz zu den Entwicklungsgenen der Drosophila identifiziert. Mitglieder der Dlx-Genfamilie enthalten eine Homöobox, die mit dem „Distal-less“ (Dll), einem Gen, das sich in Kopf und Gliedmaßen einer sich entwickelnden Fruchtfliegen äußert, verwandt ist. Die „Distal-less“-Genfamilie (Dlx) umfasst mindestens sechs verschiedene Mitglieder, DLX1-DLX6. Die DLX-Proteine haben eine Funktion im Vorderhirn und in der Entwicklung des Gesichtsschädels. Drei Transkriptionsvarianten für dieses Gen wurden bereits dargelegt, die gesamte Länge einer dieser Varianten jedoch nicht. Studien der beiden Splice-Varianten ergaben, dass eine codierte Isoform als Repressor des β-Globin-Gens fungiert, während der anderen Isoform diese Funktion fehlt.